# Seznam nemških tankovskih asov druge svetovne vojne
Seznam nemških tankovskih asov druge svetovne vojne.

## Seznam
| Čin                 | Ime                                   | Število uničenih tankov                 | Vojaška enota                                                                     | Rod oboroženih sil | Tank                | Visoko odlikovanje                                            |
| ------------------- | ------------------------------------- | --------------------------------------- | --------------------------------------------------------------------------------- | ------------------ | ------------------- | ------------------------------------------------------------- |
| SS-podčastnik       | Kurt Knispel                          | 168 (42 kot poveljnik, 126 kot strelec) | 503. težki SS-tankovski bataljon                                                  | Waffen-SS          | Königstiger         | ?                                                             |
| ?                   | Otto Carius                           | 150+                                    | 502. težki tankovski bataljon                                                     | Heer               | Tiger I             | Viteški križec železnega križca s hrastovimi listi            |
| ?                   | Johannes Bölter                       | 139 (144 nekateri viri)                 | 502. težki tankovski bataljon                                                     | Heer               | Tiger I             | Viteški križec železnega križca s hrastovimi listi            |
| ?                   | Michael Wittmann                      | 138                                     | 101. težki SS-tankovski bataljon, 1. SS-tankovski polk                            | Waffen-SS          | Tiger I             | Viteški križec železnega križca s hrastovimi listi in meči    |
| ?                   | Hans Sandrock                         | 123                                     | padalski tankovski polk »Hermann Göring«, Padalski StuG bataljon »Hermann Göring« | Luftwaffe          | ?                   | Viteški križec železnega križca                               |
| ?                   | Paul Egger                            | 113                                     | 502. težki SS-tankovski bataljon                                                  | Waffen-SS          | Tiger I             | Viteški križec železnega križca                               |
| Wachtmeister        | Fritz Lange                           | 113                                     | 3./232. StuG brigada                                                              | Heer               | StuG                | ?                                                             |
| SS-podčastnik       | Arno Giesen                           | 111                                     | 2. SS-tankovska divizija »Das Reich«                                              | Waffen-SS          | ?                   | ?                                                             |
| Oberfähnrich        | Rondorf                               | 106                                     | 503. težki SS-tankovski bataljon                                                  | Waffen-SS          | Königstiger         | ?                                                             |
| Feldwebel           | Gärtner                               | 103                                     | 503. težki SS-tankovski bataljon                                                  | Waffen-SS          | Königstiger         | ?                                                             |
| ?                   | Karl Körner                           | 100+                                    | 503. težki SS-tankovski bataljon                                                  | Waffen-SS          | Königstiger         | Viteški križec železnega križca                               |
| ?                   | Albert Kerscher                       | 100+                                    | 502. težki tankovski polk                                                         | Heer               | Tiger I             | Viteški križec železnega križca                               |
| ?                   | Balthasar Woll                        | 100+ (81 kot strelec)                   | 1. SS-tankovski polk, 101. težki SS-tankovski bataljon                            | Waffen-SS          | Tiger I             | Viteški križec železnega križca                               |
| ?                   | Helmut Wendorff                       | 84                                      | 1. SS-tankovski polk, 101. težki SS-tankovski bataljon                            | Waffen-SS          | Tiger I             | Viteški križec železnega križca                               |
| ?                   | Ernst Barkmann                        | 82+                                     | 2. SS-tankovski polk                                                              | Waffen-SS          | Panther             | Viteški križec železnega križca                               |
| ?                   | Erich Litzke                          | 76                                      | 509. težki tankovski bataljon                                                     | Heer               | Tiger I             | Viteški križec železnega križca                               |
| ?                   | Hermann Bix                           | 75+                                     | 35. tankovski polk                                                                | Heer               | ?                   | Viteški križec železnega križca                               |
| ?                   | Hans Strippel                         | 70                                      | 1. tankovski polk                                                                 | Heer               | Pz.Kpfw. IV         | Viteški križec železnega križca                               |
| ?                   | Emil Seibold                          | 69                                      | 2. SS-tankovski polk                                                              | Waffen-SS          | Pz.Kpfw. IV in T-34 | Viteški križec železnega križca                               |
| ?                   | dr. WIlhelm Knauth                    | 68                                      | 505. tankovski bataljon                                                           | Heer               | Tiger I             | Viteški križec železnega križca                               |
| ?                   | Hugo Primozic                         | 68                                      | 667. StuG bataljon                                                                | Heer               | StuG                | Viteški križec železnega križca s hrastovimi listi            |
| ?                   | Karl Brommann                         | 66                                      | 503. težki SS-tankovski bataljon                                                  | Waffen-SS          | Königstiger         | Viteški križec železnega križca                               |
| ?                   | Josef Brandner                        | 61                                      | 912. StuG brigada                                                                 | Heer               | StuG                | Viteški križec železnega križca s hrastovimi listi            |
| ?                   | Hans-Babo von Rohr                    | 58                                      | 25. tankovski polk                                                                | Heer               | ?                   | Viteški križec železnega križca s hrastovimi listi (posmrtno) |
| SS-Untersturmführer | Karl Heint Warmbrunn                  | 57 (44 kot strelec)                     | 101. težki SS-tankovski bataljon                                                  | Waffen-SS          | Tiger I             | ?                                                             |
| ?                   | Albert Ernst                          | 55                                      | 519. težki tankovskolovski bataljon                                               | Heer               | Nashorn             | Viteški križec železnega križca                               |
| ?                   | Richard Engelmann                     | 54                                      | 912. StuG bataljon                                                                | Heer               | StuG                | Viteški križec železnega križca                               |
| ?                   | Gottwald Stier                        | 53                                      | 667. StuG bataljon                                                                | Heer               | StuG                | Viteški križec železnega križca                               |
| ?                   | Heinz Kling                           | 51                                      | 1. SS-tankovski polk, 12. SS-tankovski polk, 501. težki SS-tankovski polk         | Waffen-SS          | Tiger I             | Viteški križec železnega križca                               |
| ?                   | Johann Müller                         | 50                                      | 502. tankovskolovski bataljon (mot)                                               | Heer               | ?                   | Viteški križec železnega križca                               |
| ?                   | Josef Dallmeier                       | 50                                      | 1183. tankovskolovska četa/ 6. ljudskogrenadirska divizija                        | Volkssturm         | Hetzer              | Viteški križec železnega križca                               |
| ?                   | Walter Feibig                         | 50+                                     | 301. StuG brigada                                                                 | Heer               | StuG                | ?                                                             |
| ?                   | Heinz Kramer                          | 50+                                     | 502. težki tankovski bataljon                                                     | Heer               | Tiger I             | Viteški križec železnega križca                               |
| ?                   | Alfredo Carpaneto                     | 50+                                     | 502. težki tankovski bataljon                                                     | Heer               | Tiger I             | Viteški križec železnega križca                               |
| Feldwebel           | Heint Mausberg                        | 50+                                     | 3./503. težki tankovski bataljon                                                  | Heer               | Tiger I             | ?                                                             |
| ?                   | Felix Adamowitsch                     | najmanj 50                              | 904. StuG brigada                                                                 | Heer               | StuG                | Viteški križec železnega križca                               |
| ?                   | Wolfgang Hans Heimer Paul von Bostell | 48                                      | 1023. tankovskolovska četa, 205. tankovskolovski bataljon                         | Heer               | ?                   | Viteški križec železnega križca s hrastovimi listi            |
| ?                   | Jürgen Brandt                         | 47                                      | 101. težki SS-tankovski bataljon                                                  | Waffen-SS          | Tiger I             | ?                                                             |
| ?                   | Heinz Deutsch                         | 44                                      | 12. padalska StuG brigada                                                         | Luftwaffe          | StuG                | Viteški križec železnega križca                               |
| ?                   | Karl Pfreundtner                      | najmanj 43                              | 244. StuG bataljon                                                                | Heer               | StuG                | Viteški križec železnega križca                               |
| ?                   | Fritz Amling                          | 42+                                     | 202. StuG bataljon                                                                | Heer               | StuG                | Viteški križec železnega križca                               |
| ?                   | Heinz Scharf                          | 40+                                     | 202. StuG bataljon                                                                | Heer               | StuG                | Viteški križec železnega križca                               |
| ?                   | Walther Oberloskamp                   | 40+                                     | 667. StuG bataljon                                                                | Heer               | StuG                | Viteški križec železnega križca                               |
| ?                   | Fritz Tadje                           | 39                                      | 190. StuG bataljon                                                                | Heer               | StuG                | Viteški križec železnega križca                               |
| ?                   | Rudolf Roy                            | 36                                      | 12. SS-tankovskolovski bataljon                                                   | Waffen-SS          | Jagdpanzer IV       | Viteški križec železnega križca                               |
| ?                   | Josef Trägner                         | 30                                      | 667. StuG bataljon                                                                | Heer               | StuG                | Viteški križec železnega križca                               |
| ?                   | Richard Schramm                       | najmanj 30                              | 202. StuG bataljon                                                                | Heer               | StuG                | Viteški križec železnega križca                               |
| ?                   | Karl Heinrich Banze                   | 27 (13 v enem dnevu)                    | 244. StuG bataljon                                                                | Heer               | StuG                | Viteški križec železnega križca                               |
| ?                   | Horst Naumann                         | 26                                      | 184. StuG bataljon                                                                | Heer               | StuG                | Viteški križec železnega križca                               |
| ?                   | Eugen Metzger                         | 23                                      | 203. StuG bataljon                                                                | Heer               | StuG                | Viteški križec železnega križca                               |
| ?                   | Hans Dietrich Rade                    | 23                                      | 244. StuG bataljon                                                                | Heer               | StuG                | Nemški križec v zlatu                                         |
| ?                   | Heinrich Teriete                      | najmanj 22                              | 635. težki tankovskolovski bataljon                                               | Heer               | ?                   | Viteški križec železnega križca                               |
| ?                   | Franz Staudegger                      | 22+                                     | 1. SS-tankovski polk                                                              | Waffen-SS          | ?                   | Viteški križec železnega križca                               |
| ?                   | Franz Kretschmer                      | 21                                      | 656. težki tankovskolovski polk                                                   | Heer               | ?                   | Viteški križec železnega križca                               |
| ?                   | Klaus Wagner                          | 19 (v dveh dneh)                        | 667. StuG bataljon                                                                | Heer               | StuG                | ?                                                             |
| ?                   | Hermann Feldheim                      | 16                                      | 654. StuG bataljon                                                                | Heer               | StuG                | ?                                                             |
| ?                   | Rudolf von Ribbentrop                 | 14                                      | 1. SS-tankovski polk                                                              | Waffen-SS          | ?                   | Viteški križec železnega križca                               |
| Wachtmeister        | Moj                                   | 12                                      | 190. StuG bataljon                                                                | Heer               | StuG                | ?                                                             |
| ?                   | Siegfried Freyer                      | 11 (v enem dnevu)                       | 24. tankovski polk                                                                | Heer               | ?                   | Viteški križec železnega križca                               |
| ?                   | dr. med. Alfred Regeniter             | 10                                      | 276. StuG bataljon                                                                | Heer               | StuG                | Viteški križec železnega križca                               |